# Assiminea rolani
Assiminea rolani is een slakkensoort uit de familie van de Assimineidae. De wetenschappelijke naam van de soort is voor het eerst geldig gepubliceerd in 2008 door van Aartsen.